# Xã Grant, Quận Guthrie, Iowa
Xã Grant (tiếng Anh: Grant Township) là một xã thuộc quận Guthrie, tiểu bang Iowa, Hoa Kỳ. Năm 2010, dân số của xã này là 216 người.